# 広済寺 (蕪湖市)
広済寺（こうさいじ）は、中華人民共和国安徽省蕪湖市鏡湖区赭山にある仏教寺院。普済寺、能仁寺、吉祥寺とともに、蕪湖四大名寺と呼ばれる。

## 歴史
広済寺は唐の乾寧年間（894年 - 898年）に建立された。光化年間（898年 - 901年）、「永清寺」と改称。北宋の真宗（997年 - 1022年）の時期、広済寺に正式に改名した。元代には、欧陽元が此に游び、『登赭山』を留めている：「山分一股到江皋、寺占山腰圧翠鰲。四壁白雲僧不掃、一竿紅日塔争高。龕灯未滅林鴉起、花雨初収野鹿嗥。千古玩鞭亭下道、相伝曾挂赭黄袍」。明の永楽年間（1403年 - 1424年）、長年修理を怠ったので寺が破損した。景泰年間（1450年 - 1456年）に寺院を重修した。清の乾隆21年（1756年）、戴天溥と汪昭和が先頭に立って出資し、寺院を重修。嘉慶3年（1798年）、主職の越江が伽藍を整備した。咸豊年間（1851年 - 1861年）に火災で焼失するが、光緒年間（1875年 - 1908年）に寺院が再建される。
1983年、中華人民共和国国務院は仏寺を漢族地区仏教全国重点寺院に認定した。2019年10月、中華人民共和国国務院は赭塔を全国重点文物保護単位に認定した。

## 伽藍
山門、天王殿、大雄宝殿、地蔵殿、玉仏楼、薬師殿、赭塔